# Pyralinae
Die Pyralinae sind eine Unterfamilie der Zünsler (Pyralidae). Derzeit sind etwa 900 Arten bekannt, von denen auch 13 Arten in Mitteleuropa vorkommen. In Europa wurden bisher 53 Arten nachgewiesen.

## Merkmale
Die Falter erreichen Flügelspannweiten von etwa 20 bis 40 Millimetern. Die typische Schnauze der Zünsler kann bei einigen Formen auch zurückgebildet sein (z. B. Gattung Aglossa). Die Fühler der Männchen sind meist doppelt gekämmt (bipektinat). Das Gespinst, das von den Raupen angelegt wird, ist meist röhrenartig.

## Lebensweise
Die meisten Arten sind Vorratsschädlinge an verschiedensten getrockneten Pflanzenprodukten. Nur wenige andere Spezialisten sind bekannt, z. B. eine Art, deren Raupe in Fledermauskot lebt; die Raupen anderer Arten fressen Blätter.

## Systematik (Mitteleuropa)

### Tribus Endotrichini
- Endotricha Zeller, 1847
  - Geflammter Kleinzünsler (Endotricha flammealis ([Denis & Schiffermüller], 1775)) A, CH, D

### Tribus Pyralini
- Aglossa Latreille, 1796
  - Aglossa caprealis (Hübner, 1809) A, CH, D
  - Fettzünsler (Aglossa pinguinalis (Linnaeus, 1758)) A, CH, D
- Herculia Walker, 1859
  - Herculia rubidalis ([Denis & Schiffermüller], 1775) CH, D
- Hypsopygia Hübner, 1825
  - Hypsopygia costalis (Fabricius, 1775) A, CH, D
- Ocrasa Walker, 1866
  - Ocrasa fulvocilialis (Duponchel, 1834), Ungarn
  - Ocrasa glaucinalis (Linnaeus, 1758) A, CH, D
- Pyralis Denis & Schiffermueller, 1775
  - Mehlzünsler (Pyralis farinalis (Linnaeus, 1758)) A, CH, D
  - Pyralis regalis ([Denis & Schiffermüller, 1775]) A, CH
- Stemmatophora Guenée, 1854
  - Stemmatophora brunnealis (Treitschke, 1829) CH, D
- Synaphe Hübner, 1825
  - Synaphe antennalis (Fabricius, 1794) A
  - Synaphe bombycalis ([Denis & Schiffermüller], 1775) A
  - Synaphe moldavica (Esper, 1794) A
  - Synaphe punctalis (Fabricius, 1775) A, CH, D